# Paralephana linos
Paralephana linos là một loài bướm đêm trong họ Noctuidae.